# Frank Head
(Frank Head)
Frank Head, nome d'arte di Francesco Testa (Roma, 23 febbraio 1977), è un cantautore italiano.

## Biografia
Figlio di un pittore edile e di una segretaria d'azienda, è stato generato sul rione Monti e cresciuto al Celio ed ora risiede all'Equilino. A sei anni ha ricevuto in regalo la prima chitarra ad otto ha iniziato lo studio del pianoforte e della musica classica ma dopo pochi anni ha lasciato. Ha frequentato il liceo scientifico in due istituti della Capitale, durante gli anni del liceo oltre al teatro ha cominciato ad esibirsi come artista in piccoli club e come busker a Piazza Navona. Una delle prime esibizioni è avvenuta nel sud dell'Inghilterra a Bath, durante un soggiorno studio, nel teatro del "Technical College of Bath" di fronte ad un pubblico inglese.
Dopo il diploma di maturità scientifica, riparte per l'Inghilterra con l'idea di frequentare Space Engineering ma ritorna dopo poco in Italia e prende tempo iscrivendosi alla facoltà di Scienze Politiche presso l'università di Roma la "Sapienza", da un solo esame in Sociologia. A settembre dell'anno successivo, ancora incerto su cosa fare nella vita, partecipa a due concorsi e vince rispettivamente la borsa di studio della SIAE per frequentare il corso per autori di testo al CET (Centro Europeo di Toscolano), la scuola di Mogol, e quella universitaria per frequentare il corso di laurea in Interpretazione di conferenza.
Siamo a cavallo del 1998 e il 1999, durante il corso al CET, dove avrà come docenti Mogol, Cheope, Giancarlo Bigazzi, conoscerà uno dei suoi più cari amici, Amedeo Pesce, con cui collaborerà alla stesura di diverse canzoni e che diventerà uno dei suoi futuri editori. Durante lo stesso anno inizierà a lavorare assiduamente con il Maestro Concertatore Alberto Antinori.
Nel 2001 ritorna alla Scuola di Mogol come assistente ai corsi ed è lì che conosce Domenico Cardella, uno dei futuri e fondamentali compagni di viaggio, con lui inizia una fruttuosa produzione che l'anno successivo coinvolgerà altri due eccezionali artisti ed amici, Alessandro di Lascia e Marco Bucci, quest'ultimo ha il merito insieme a Frank Head di aver tracciato l'idea madre del progetto, che aveva nome OGM.

## Carriera
Frank Head è la traduzione in inglese del nome di Francesco Testa, leader del progetto, a cui hanno collaborato i musicisti e compositori Domenico Carducci, Alessandro Di Lascia e Geoff Westley.
Frank Head, dopo aver inciso in Inghilterra il primo singolo Bella Venere, nel 2007, divenuto poi sottofondo di uno spot TIM, conquista il Premio della Critica Mia Martini nella Categoria Giovani del Festival di Sanremo con la canzone Para parà ra rara.
Frank Head, subito dopo il Festival, sceglie di essere un artista indipendente.
Nello stesso anno esce l'album Frank Head The Best Of, che comprende 9 canzoni pensate e realizzate tra il 2002 ed il 2007.
A maggio del 2013 ritorna sulle scene come autore di Radio Lady Gaga, singolo che firma per la cantante Sofia Xefteris, proveniente da X Factor 2010, e l'omonimo EP contenente gli altri due brani Comunque e Le Brave Bimbe.

## Discografia

### Album
- 2008 - Frank Head The Best of

### Singoli
- 2006 - American star
- 2007 - Bella Venere
- 2008 - Para parà ra rara
- 2008 - Tua sorella

## Riconoscimenti
- 2008 Premio della Critica Mia Martini nella Categoria Giovani del Festival di Sanremo
- 2008 Premio AFI (Associazione fonografici italiani)